# ميتش كلارك
ميتش كلارك هو فنان قتال مختلط كندي، ولد في 24 نوفمبر 1985 في ساسكاتون في كندا.

## وصلات خارجية
- ميتش كلارك على موقع يو إف سي (الإنجليزية)
- ميتش كلارك على موقع شيردوغ (الإنجليزية)
- ميتش كلارك على موقع IMDb (الإنجليزية)